# Hamilton Revelle
Hamilton Revelle, pseudonimo di Arthur Louis Hamilton Engstrom (Gibilterra, 31 maggio 1872 – Nizza, 11 aprile 1958), è stato un attore inglese.

## Biografia
Nato a Moorish Castle, Gibilterra, era figlio di Louisa M. Reade-Revell e di George Lloyd Engström, un ufficiale della Royal Horse Artillery.
Nel 1891, ritornò in Inghilterra, dove sostituì Harry Brodribb Irving nel ruolo di Orazio in una rappresentazione dell'Amleto di Shakespeare. Questa interpretazione gli valse la fama e divenne un «idolo delle matinée». A partire dai primi anni del Novecento, fu interprete teatrale delle opere scritte da David Belasco come Du Barry e The Rose of Rancho.
Entrò a far parte della compagnia teatrale di Olga Nethersole con la quale fece due tournée in America, nel 1899 e nel 1905. Suscitò scalpore il suo arresto e quello della Nethersole avvenuto il 5 marzo 1900 a New York, dovuto al fatto che Sapho, la commedia di cui erano i protagonisti, fu considerata per i tempi troppo trasgressiva per aver presentato in scena una donna dai costumi liberi che intratteneva rapporti con uomini che non erano il marito. La polizia chiuse il teatro che poté riaprire i battenti sostituendo Sapho con altre due commedie. Il processo, iniziato il 3 aprile, prosciolse i due attori e lo spettacolo incriminato poté riprendere le rappresentazioni.
L'attore debuttò nel cinema nel 1914 e lo fece in Italia, scritturato dall'Ambrosio Film, presso la quale fu interprete di sei pellicole, tra cui Amleto e Il dottor Antonio. Sempre in Italia, fu girato il film La du Barry  di produzione statunitense, a cui prese parte lo stesso Revelle.
Dal 1917 lavorò per il cinema statunitense, dove recitò in dieci film.
Si ritirò a vita privata nel 1921, ma fece una breve apparizione in The Telephone Girl del 1927.

## Filmografia parziale
- Amleto, regia di Arturo Ambrosio (1914)
- Il dottor Antonio, regia di Eleuterio Rodolfi (1914)
- L'ultimo dei Caldiero, regia di Riccardo Tolentino (1914)
- La du Barry, regia di Eduardo Bencivenga (1914)
- Monna Vanna, regia di Mario Caserini (1915)
- L'onore di morire, regia di Eduardo Bencivenga (1915)
- Cuore ed arte, regia di Eduardo Bencivenga (1915)
- L'ultima rappresentazione di gala del Circo Wolfson, regia di Alfred Lind (1916)
- The Black Stork, regia di Leopold e Theodor Wharton (1917)
- Thais, regia di Hugo Ballin e Frank Hall Crane (1917)
- Lest We Forget, regia di Léonce Perret (1918)
- Kismet, regia di Louis J. Gasnier (1920)
- Good Women, regia di Louis J. Gasnier (1920)
- The Telephone Girl, regia di Herbert Brenon (1927)